# SV Eintracht Lüneburg
SV Eintracht Lüneburg is een Duitse sportclub uit Lüneburg in de deelstaat Nedersaksen. De club is actief in atletiek, handbal, kegelen, schaken, taekwondo, tafeltennis, tennis, voetbal en zwemmen.

## Geschiedenis
De club werd opgericht op 18 augustus 1903 als FC Favorit 03 Lüneburg in het restaurant Wintergarten. De eerste wedstrijd werd met 2-0 gewonnen tegen Lüneburger Fußball Club. Op 15 april was Wilhelm König, een van de clubleden, vertegenwoordiger van Favorit bij de oprichting van de Noord-Duitse voetbalbond. De bond richtte de competitie van Harburg-Lüneburg in en de club werd derde aan het einde van het seizoen. FC Hansa Lüneburg, niet te verwarren met de huidige club met dezelfde naam, sloot zich bij Favorit aan waarop de clubnaam gewijzigd werd in SpVgg Eintracht 03 Lüneburg. De club speelde tot 1913 in de hoogste klasse maar kon nooit de titel winnen. Wel werd de club twee keer vicekampioen. In 1913 richtte de voetbalbond één kampioenschap in als hoogste klasse voor Noord-Duitsland, waarvoor de club zich niet plaatste en voor het eerst naar de tweede klasse zakte. Door de Eerste Wereldoorlog werd de nieuwe competitie meteen weer afgevoerd, maar in Harburg-Müneburg werd enkele jaren niet gespeeld. Enkel nog in 1917/18 werd er gespeeld, toen werd de club tweede achter Lüneburger SK, het vroeger FC.
De bond voerde weer enkele wijzigingen uit en de club verzeilde voor enkele jaren naar de tweede klasse. In 1927 promoveerde de club naar de competitie van Noord-Hannover. De club speelde tot 1931/32 in de hoogste klasse, zonder veel succes, en degradeerde dan. Door de invoering van de Gauliga in 1933 slaagde de club er niet meer in om terug te keren naar de hoogste klasse omdat de concurrentie met de grotere clubs nu te groot geworden was.
Na de Tweede Wereldoorlog bleef de club in de lagere klassen spelen. In 1962 promoveerde de club naar de Amateur-Oberliga, toen nog de tweede klasse. Door de invoering van de Bundesliga in 1963 werd dat de derde klasse. In 1965 degradeerde Eintracht. Hierna verdween de club in de anonimiteit.

## Eindklasseringen
| Seizoen | Competitie                        | Niveau | Eindstand | DFB Pokal | Opmerking                                                                    |
| ------- | --------------------------------- | ------ | --------- | --------- | ---------------------------------------------------------------------------- |
| 1963/64 | Amateuroberliga Niedersachsen-Ost | III    | 8         | --        |                                                                              |
| 1964/65 | Landesliga Niedersachsen-Süd      | IV     | 15        | --        |                                                                              |
| 1965/66 | Verbandsliga Ost                  | IV     | 10        | --        |                                                                              |
| 1966/67 | Verbandsliga Ost                  | IV     | 11        | --        |                                                                              |
| 1967/68 | Verbandsliga Ost                  | IV     | 16        | --        |                                                                              |
| 1968/69 | Bezirksliga Lüneburg              | V      | ?         | --        |                                                                              |
| 1969/70 | Verbandsliga Niedersachsen-Süd    | IV     | 7         | --        |                                                                              |
| 1970/71 | Verbandsliga Niedersachsen-Süd    | IV     | 3         | --        |                                                                              |
| 1971/72 | Verbandsliga Niedersachsen-Süd    | IV     | 15        | --        |                                                                              |
| 1972/73 | Verbandsliga Niedersachsen-Süd    | IV     | 3         | --        |                                                                              |
| 1973/74 | Verbandsliga Niedersachsen-Süd    | IV     | 7         | --        |                                                                              |
| 1975-00 | onbekend                          |        |           |           |                                                                              |
| 2001/02 | Bezirksliga Lüneburg-Ost          | VII    | 8         | --        |                                                                              |
| 2002/03 | Bezirksliga Lüneburg-Ost          | VII    | 9         | --        |                                                                              |
| 2003/04 | Bezirksliga Lüneburg-Ost          | VII    | 13        | --        |                                                                              |
| 2004/05 | Bezirksliga Lüneburg-Ost          | VII    | 2         | --        |                                                                              |
| 2005/06 | Landesliga Lüneburg               | VI     | 3         | --        |                                                                              |
| 2006/07 | Bezirksoberliga Lüneburg          | VI     | 4         | --        |                                                                              |
| 2007/08 | Bezirksoberliga Lüneburg          | VI     | 2         | --        |                                                                              |
| 2008/09 | Bezirksoberliga Lüneburg          | VI     | 8         | --        |                                                                              |
| 2009/10 | Bezirksoberliga Lüneburg          | VI     | 4         | --        |                                                                              |
| 2010/11 | Landesliga Lüneburg               | VI     | 4         | --        |                                                                              |
| 2011/12 | Landesliga Lüneburg               | VI     | 8         | --        |                                                                              |
| 2012/13 | Landesliga Lüneburg               | VI     | 7         | --        |                                                                              |
| 2013/14 | Landesliga Lüneburg               | VI     | 6         | --        |                                                                              |
| 2014/15 | Landesliga Lüneburg               | VI     | 9         | --        |                                                                              |
| 2015/16 | Landesliga Lüneburg               | VI     | 8         | --        |                                                                              |
| 2016/17 | Landesliga Lüneburg               | VI     | 9         | --        |                                                                              |
| 2017/18 | Landesliga Lüneburg               | VI     | 6         | --        |                                                                              |
| 2018/19 | Landesliga Lüneburg               | VI     | 6         | --        |                                                                              |
| 2019/20 | Landesliga Lüneburg               | VI     | 12        | --        | Competitie afgebroken i.v.m. coronapandemie. Team teruggetrokken             |
| 2020/21 | Bezirksliga Lüneburg 1            | VII    | --        | --        | Competitie afgebroken i.v.m. Corona-pandemie. Er wordt geen stand opgemaakt. |
| 2021/22 | Bezirksliga Lüneburg 1            | VII    | 16        | --        |                                                                              |
| 2022/23 | Kreisliga Heide-Wendland          | VIII   | 7         | --        |                                                                              |